# Luigi Pintor (1882-1925)
Luigi Pintor (Cagliari, 21 giugno 1882 – Chamonix, 3 settembre 1925) è stato un giurista e politico italiano, che ricoprì la carica di Governatore della Cirenaica tra il 23 novembre 1921 e l'ottobre 1922. Era fratello del bibliotecario del Senato Fortunato Pintor e del generale designato d'armata Pietro Pintor e zio dei giornalisti Giaime Pintor e Luigi Pintor.

## Biografia
Nacque a Cagliari il 21 giugno 1882, figlio di Giacomo, medico primario dell'ospedale civile, e della signora Antonietta Leo. Conseguì la laurea in legge presso l'università di Pisa nel 1903. A partire dal 1904, e sino al 1911, lavorò presso l'amministrazione dei Lavori Pubblici, e in quest'ufficio pubblicò un apprezzato volume di Ricerche preliminari per la riforma della legge sulle espropriazioni edito a Roma nel 1912. Dopo la fine della guerra italo-turca che portò alla conquista della Libia passò in servizio presso il Ministero delle colonie, lavorando subito su ordine del Ministro Pietro Bertolini alla legislazione del nuovo possedimento. Nel dicembre 1915 partì per la Tripolitania nelle vesti di capo dell'Ufficio affari civili e di collaboratore e del segretario generale Niccoli. Trasferito in Cirenaica nell'aprile 1917 fu tra i negoziatori del modus vivendi di Ácroma con il Gran Senusso Mohammed Idris che portò a una apparente pacificazione della regione.  Ritornato a Roma, tra il 1919 e il 1920 fu Capo di gabinetto dei Ministri Gaspare Colosimo e Luigi Rossi, e nel 1921 ritornò in Cirenaica in qualità di segretario generale. Poco prima di partire aveva sposato a Montelupo la signorina Gismonda Uguccioni, discendente da una nobile famiglia fiorentina. Poco tempo dopo il suo arrivo, il 23 novembre, il governatore conte Giacomo De Martino si spense a causa delle febbri ed egli assunse subito la reggenza del governo della Cirenaica, in gravi circostanze, nel pieno di una trattativa con i senussi che non si dimostravano affatto collaborativi nella loro smobilitazione militare. Apparentemente a causa di motivi di salute, soffriva di febbri come il suo predecessore, nell'ottobre 1922 lasciò volontariamente l'incarico di vicegovernatore della Cirenaica e ritornò in Italia. Dalla corrispondenza riservata con il ministro Giovanni Amendola emerge un forte disaccordo sulla politica da tenere in Cirenaica. Il Ministro voleva che si arrivasse a tutti i costi ad un accordo con i Senussi al fine che in Tripolitania il governatore Giuseppe Volpi potesse intraprendere in sicurezza le operazioni militari per riportare sotto il pieno controllo italiano la regione. Dal canto suo egli disse ad Amendola che non ci si poteva fidare dei senussi, considerati poco affidabili, e che era impossibile raggiungere un accordo, o un reale equilibrio, che salvaguardasse gli interessi italiani.
Nel 1923 fu nominato direttore generale delle colonie dell'Africa settentrionale presso il Ministero delle colonie, allora guidato da Luigi Federzoni, ma declinò subito l'incarico. Fu quindi nominato professore di Diritto coloniale presso l'università di Firenze e si stabilì in quella città. Di ritorno dall'Africa andò in vacanza a Chamonix, in Francia, dove morì a causa di una meningite fulminante il 3 settembre 1925. Fu socio e consigliere della Reale Società Geografica Italiana e presidente dell'Istituto coloniale.

### Fonti
1. 1 2 3 4 5 6 7 8  Monica Pacini, Da casa Pintor: Un’eccezionale normalità borghese: lettere familiari, 1908-1968, Viella s.r.l., Roma, 2014.
2. ↑  A. Gandin, Luigi Pintor in Bollettino della Reale Società Geografica Italiana, n.10-12, 1925.
3. ↑  Gazzini 1971, p. 314.
4. ↑  Del Boca 1986, pp. 318-357.
5. ↑  G.L. Olmi, Benvenuto, in Corriere della Cirenaica, 21 agosto 1921.
6. ↑  Del Boca 1986, pp. 415-418.
7. 1 2 3  Del Boca 1986, pp. 423-424.
8. ↑  Luigi Pintor ricordato dalla stampa romana in Corriere della Cirenaica dell'8 ottobre 1925, pag.1.
9. ↑  Gazzetta Ufficiale del Regno d'Italia n.121 del 26 maggio 1913, pag.3052.
10. ↑  Gazzetta Ufficiale del Regno d'Italia n.94 del 23 aprile 1926, pag.1703.